# Aoshima (Ehime)
Aoshima (jap. 青島) bzw. Iyo-Aoshima (伊予青島) ist eine Insel in der Meeresregion Iyo-nada der Seto-Inlandsee in der Präfektur Ehime.
Die Insel liegt 13 km nördlich vor der Küste der Hauptinsel Shikoku. Sie gehörte bis zum 11. Januar 2005 zur Gemeinde Nagahama, wurde jedoch nach Ōzu eingemeindet und bildet dort den Ortsteil Nagahamachō-Aoshima.
Aoshima hatte zu seiner Hochzeit als Fischerdorf in den 40ern/50ern etwa 900 Einwohner. Im Jahr 2019 war die Einwohnerzahl auf 6 geschrumpft. Demgegenüber stehen etwa 120 Katzen, die ursprünglich wegen einer Mäuseplage angeschafft wurden, die sich dann jedoch mangels natürlicher Feinde vermehren konnten. Die Insel ist daher auch als „Insel der Katzen“ (猫(の)島, neko (no) shima) bekannt und ein beliebter Touristenort.

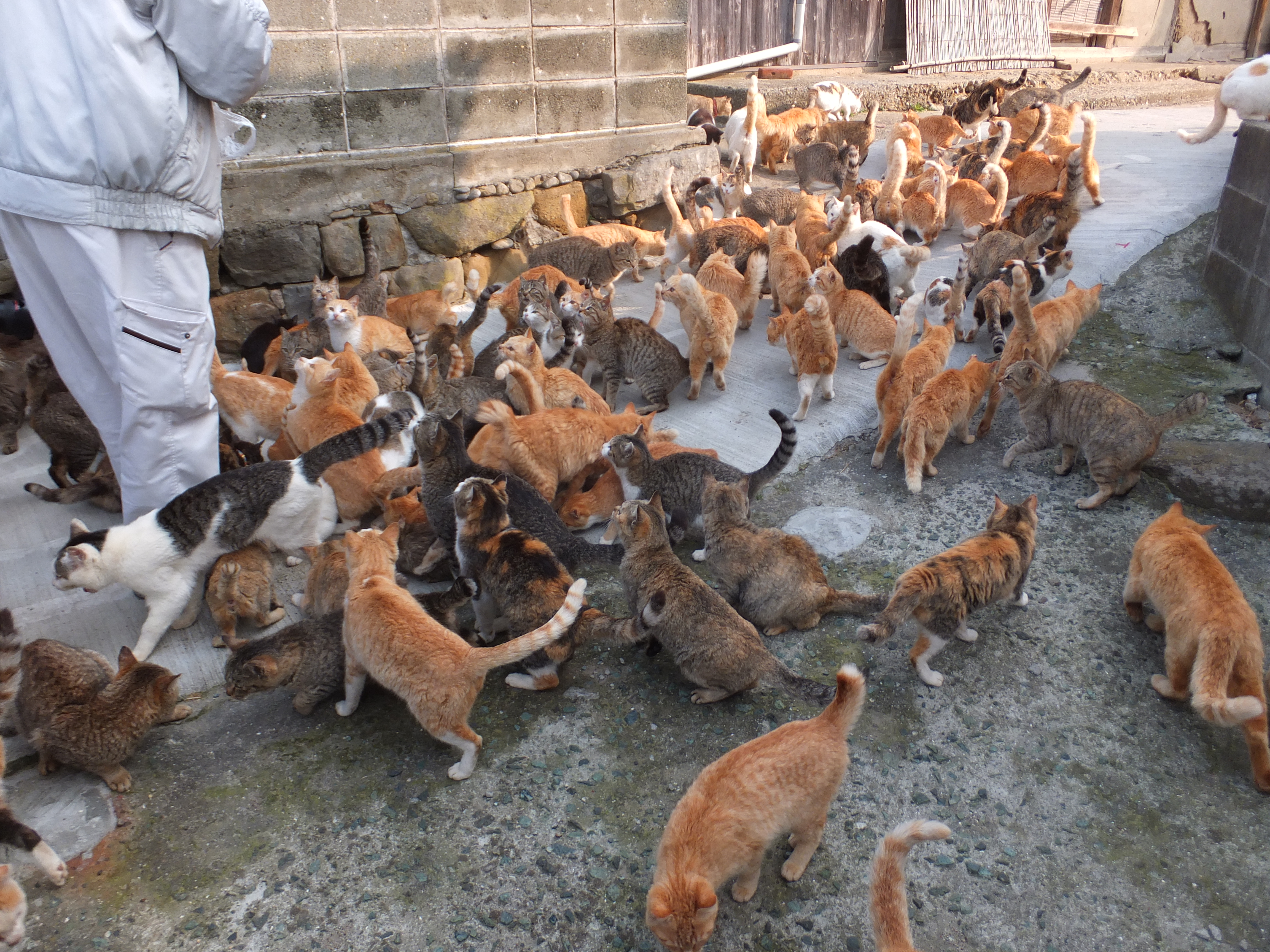
Einige der Katzen auf der Insel